# Sasha Williams (The Walking Dead)
Sasha Williams es un personaje ficticio (interpretado por Sonequa Martin-Green) de la serie de televisión posapocalíptica, drama, horror The Walking Dead , que lo trasmiten en el canal de televisión AMC. El personaje fue creado por Robert Kirkman, el creador de  The Walking Dead los libros de cómics en los que se basa la serie y en los que Sasha no tiene contraparte.
Sasha, junto con su hermano Tyreese, y una pequeña familia de otros sobrevivientes se encuentran en la prisión donde el grupo Rick que ya se habían establecido. Después de que se le negó el santuario en la prisión, los miembros sobrevivientes del grupo de Sasha se encuentran en Woodbury y sirven como soldados y vigías para El Gobernador. A medida que los otros miembros de su grupo original perecen en la guerra entre la prisión y Woodbury, la crueldad del Gobernador está expuesta a Sasha y Tyreese, quienes se cambian de bando y se unen al grupo de Rick. Sasha finalmente se involucra románticamente con Bob Stookey, y después con Abraham Ford. Sasha se convierte en la francotiradora del grupo.

## Descripción general
Sasha, fue una bombero antes del apocalipsis, se encuentra entre un gran grupo de sobrevivientes (un total de 25 en un momento dado) de Jacksonville, Florida, dirigido por su hermano mayor, Tyreese (Chad Coleman). En Atlanta, Georgia, el grupo está compuesto por cinco personas cuando se encuentran con Rick Grimes (Andrew Lincoln) y su grupo de sobrevivientes en la prisión, pero son expulsados rápidamente por un Rick emocionalmente inestable. Sasha y Tyreese luego se encuentran con El Gobernador (David Morrissey) y Woodbury, pero después de enterarse del monstruo el cual realmente es El Gobernadors, Sasha regresa a la prisión con los otros recién llegados, convirtiéndose en una miembro del consejo de la comunidad.
Sasha forma una atracción romántica con un sobreviviente Bob Stookey (Lawrence Gilliard, Jr.) y es una de las víctimas de la enfermedad que afecta a la prisión. De los infectados, solo ella y Glenn (Steven Yeun) sobreviven.
Tras la destrucción de la prisión en el último ataque del Gobernador, ella, Bob y Maggie Greene (Lauren Cohan) se separan de Tyreese y los demás. En esta coyuntura, ella forma una relación con Bob mientras ayuda a Maggie de mala gana a encontrar a Glenn y se reúne con otro grupo liderado por el Sargento. Abraham Ford (Michael Cudlitz). Al decidir acompañar a Abraham en su búsqueda para embarcarse en Washington D. C. en busca de una cura a través del Dr. Eugene Porter (Josh McDermitt) y un santuario, Sasha se reúne con Tyreese, Rick y el resto de su grupo, ya que ambos grupos se unen y continúan su viaje.
Después de lidiar con Gareth (Andrew J. West) y los caníbales de Terminus, y un intento fallido de rescatar a Beth (Emily Kinney), quien es asesinada en el hospital donde la rescatan. Sasha sufre las pérdidas de Bob y Tyreese, y se vuelve más endurecida e inestable. Después de encontrarse con Aaron (Ross Marquand), el grupo es llevado a la zona-segura de Alexandria  donde Sasha se convierte en el vigía del campanario.
Sasha, Daryl y Abraham ayudan a redirigir a una manada masiva de caminantes que amenazan con invadir a Alexandría antes de verse envueltos en un conflicto con otro grupo conocido como los Salvadores, liderado por el misterioso Negan (Jeffrey Dean Morgan) . Durante este tiempo, Sasha desarrolla un romance con Abraham, para gran consternación de Rosita Espinosa (Christian Serratos), hasta que Negan asesina a Abraham y Glenn. Ella sigue cuidando el bienestar de Maggie en la colonia Hilltop, pero busca vengarse de Negan.
Durante un fallido intento de asesinato con Rosita, Sasha es capturada por los Salvadores. En lugar de ser usada contra Alexandria, Sasha se suicida, se convierte en una caminante que ataca a los hombres de Negan, y Maggie acaba con una Sasha zombificada.
Sasha ha sido descrito como una realista que demuestra un enfoque pragmático para la supervivencia.

## Fondo del personaje
Sasha es la hermana menor de Tyreese Williams . Antes del apocalipsis, los hermanos vivían cerca uno del otro en Jacksonville, Florida. Cuando era niña, Sasha siguió a Tyreese y copió todo lo que hizo, pero siempre le obedecía a Tyreese.
Durante el inicio del brote, Sasha y su hermano mayor se quedaron en un búnker en el patio trasero de su vecino Jerry. Después de 7 meses, se quedaron sin suministros, después de lo cual Sasha y Tyreese se reunieron con una familia de sobrevivientes: Allen, Donna y Ben, y luego se unieron a un grupo más grande de sobrevivientes, que contaba con 25 miembros en un momento dado. Después de que su campamento fue invadido y destruido, vagaron durante 6 semanas bajo el liderazgo de Tyreese hasta que encontraron la prisión.

## Desarrollo

### Casting

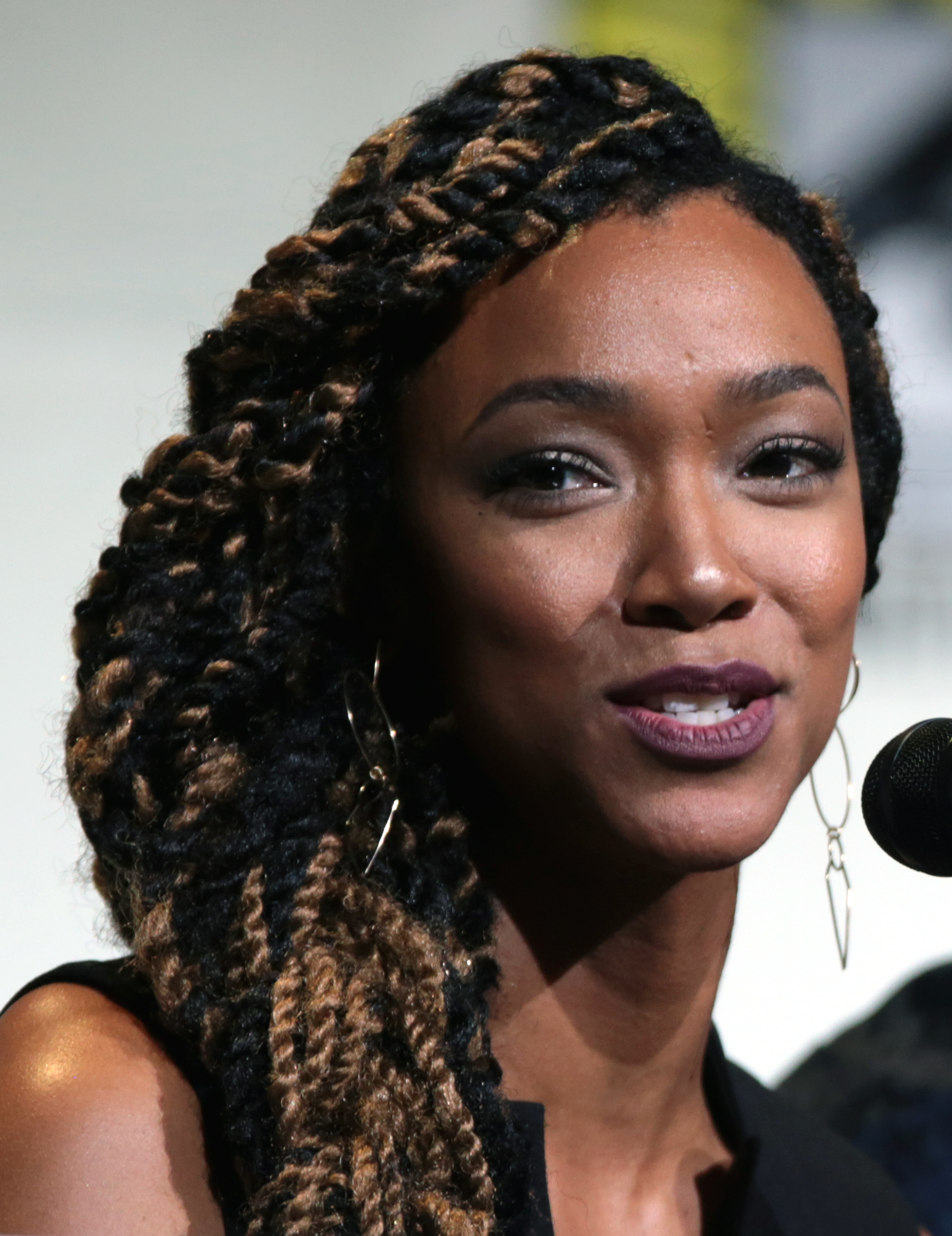
Sonequa Martin-Green interpretó a Sasha Williams en The Walking Dead, un rol creado específicamente con base en su audición para el show.

En 2012, Sonequa Martin-Green audicionó para el papel de Michonne, aunque con un seudónimo debido al secreto del proceso de audición. Cuando Danai Gurira fue elegida, en lo que Martin-Green dijo que era "la elección perfecta", el ex guionista Glen Mazzara todavía quería que Martin-Green fuera parte del programa y decidió crear un rol específicamente para ella.  Ella fue elegida en un papel recurrente en The Walking Dead como Sasha, la hermana menor de Tyreese, un personaje original exclusivo de la serie de televisión. Martin-Green explicó: "[Sasha] empezo como un personaje recurrente y a medida que avanzába la serie, optaron por ser un personaje relevante. Es muy raro y todavía estoy bastante estupefacta al respecto, pero Glen y yo lo intentamos y aún lo aprecio. Quería trabajar conmigo y me escribió a Sasha." Fue ascedndida al reparto coprotagonista de la serie para la cuarta temporada. Después de la audición para el papel de Michonne, leyó los primeros tres volúmenes de las novelas gráficas en preparación para la serie de televisión. Sabiendo que se separaron de las historias televisivas, optó por no seguir leyendo la serie de cómics para evitar ser consciente de las historias futuras que puedan ocurrir en la serie televisiva.

### Caracterización
Sasha ha sido descrito como un realista que demuestra un enfoque pragmático para la supervivencia. Martin-Green llamó a Sasha una "jugadora de equipo en el exterior, pero una solitaria en el interior", que combate al mundo a través de su naturaleza protectora y defensiva. A lo largo de la serie, Sasha es "empujada cada vez más a la represión y la brutalidad", en contraste con su hermano que intenta desesperadamente conservar su humanidad. Martin-Green comentó que: "Sasha [...] es una persona que siempre ha estado dispuesta a alejarse de la humanidad y cerrarse" en contraste con su hermano, quien se abraza su humanidad en todo momento. Martin-Green comentó que la relación de Sasha con su hermana tiene yuxtaposición sobre cómo ven el mundo, lo que "los hace mejores y los desafía de la mejor manera" Después de pasar por diferentes experiencias después del asalto a la prisión y a Terminus, ella creía que había una "disparidad entre ellos, y siempre ha habido. Siempre han visto la vida de una manera diferente. Pero la distancia entre ellos definitivamente está creciendo porque ambos han pasado por algunas cosas bastante traumáticas que los han empujado más a lo que ya estaban sintiendo."
Sasha es una joven de carácter duro pero compasiva. Siendo fuerte y talentosa con las armas de fuego, ella actúa como la principal francotiradora del grupo de sobrevivientes de Rick. Ella comanda autoridad, como se ve en el estreno de la cuarta temporada, donde dirige las órdenes y da permiso para que Bob Stookey contribuya y acompañe a su grupo en una carrera de suministros, que ella co-lidera. Durante la caída de la prisión, Sasha insiste en que Bob y Maggie, sus compañeros sobrevivientes, sigan su ejemplo y encuentren un lugar donde vivir para ellos mismos. Ella es la única sobreviviente que rechaza la noción de un santuario al que se dirigen los sobrevivientes, considerando que es una falsa esperanza, que luego se revela como verdadera. Sasha parece ser una persona realista.
Sobre su relación con Bob Stookey, Sonequa Martin-Green dijo: "Bob realmente significó el comienzo de la esperanza para ella". Además, comentó que "estaba muy cerrada después de todo lo que sucedió en la temporada 4 con Terminus, que era lo que había sospechado" pero "Bob [...] la salvó de esa exclusión", que fue "la primera vez que alguien tuvo a través de ella ". Comentó que "[Bob] se comunicó con ella más que Tyreese y otras [...] personas de su grupo". Ella sintió que "el romance ayudó porque de repente hay esperanza, hay una promesa de algo delicioso que esperar. Él le dio algo que esperar". Además, evaluó que su relación con Bob y su muerte la empujaron a ser protegida y cerrada de lo que era antes.. Martin-Green sintió que Sasha aprendió a "entretener la esperanza y conectarse con las personas" más a través de Bob. También le mostró que en la vida hay algo más que simplemente "supervivencia". Un evento que luego se lleva a cabo fructifica cuando ella trata de mantener la esperanza con uno de los rehenes del grupo,un oficial de policía con el nombre de Bob que aprovecha su pena y la golpea, logrando escapar de las garras del grupo a partir de entonces. Martin-Green sintió que esto hacía que Sasha volviera a donde ella había estado antes de formar un vínculo con Bob, pero aún menos confiada.

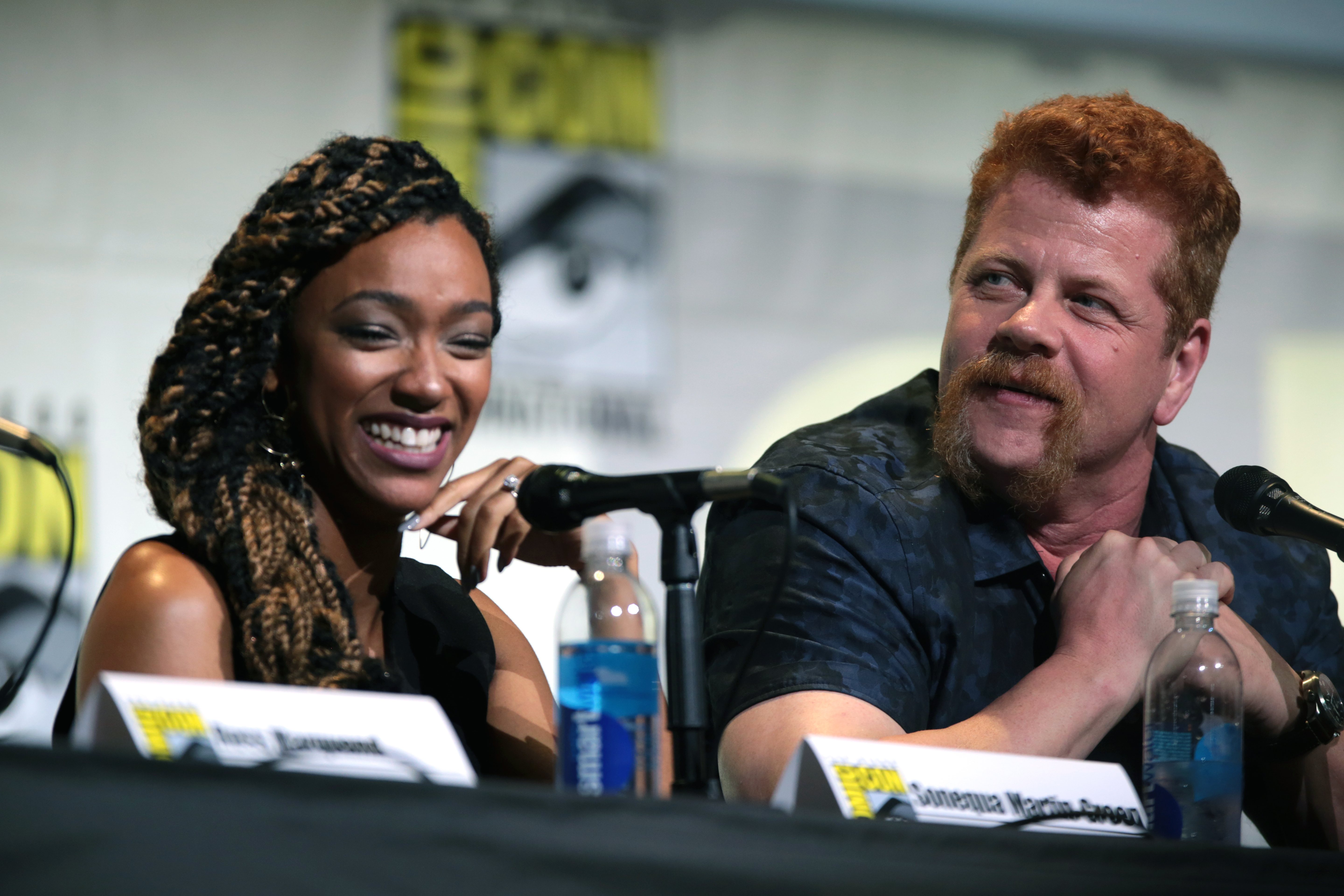
Sasha entra en una relación con Abraham (Cudlitz, en la derecha) en la sexta temporada.

Originalmente, fue un personaje recurrente, pero fue actualizada al reparto principal de cuarta temporada. Se le acredita como protagonista hasta el final de la temporada 5. A partir de sexta temporada, el nombre de Martin-Green aparece en los créditos de apertura.
En la sexta temporada, Sasha busca una relación con Abraham. En Talking Dead, Sonequa Martin-Green admitió estar "un poco sorprendida" pero "realmente me gustó la historia". Ella sintió que Sasha y Abraham tuvieron "experiencias paralelas y luchas similares", además de tener una "mentalidad de soldadura" y tener un "vínculo de TEPT" a través de sus pérdidas. Martin-Green también dijo que Sasha está ayudando a Abraham de la misma manera que Bob la ayudó, honrando su memoria. Después de esto, Abraham y Sasha buscan una relación.
Sin embargo, esto se ve interrumpido debido a la muerte de Abraham a manos de Negan (Jeffrey Dean Morgan) en estreno de la primera temporada.  Debido al hecho de que tuvieron que ocultar la muerte desde la perspectiva de Abraham en el final de la sexta temporada, Greg Nicotero tuvo que encontrar una manera de que Abraham se despidiera de Sasha en el siguiente episodio. Michael sugirió un signo de paz, que se usa entre Abraham y Sasha varias veces en la sexta temporada. Cudlitz lo describió más a fondo y dijo: "Para aquellos que prestan atención, el signo de paz es algo que se produjo entre Sasha y yo durante toda la serie. Fue un signo de paz tácito y muy cargado. Tuvimos que encontrar una manera para que Abraham se conectara con Sasha". para que se despidiera específicamente de Sasha. Ya habíamos establecido en la final del año pasado que el contacto visual no se había interrumpido. Lo derribaron, volvió a subir. Podríamos agregar diálogo, pero no había manera para él. dar la espalda o asentir con la cabeza a Sonequa. Volviendo a eso, tuvimos que encontrar una manera de decirle a Sonequa, decirle a Sasha, que todo estaría bien y despedirnos. Eso fue lo que se nos ocurrió ".
Sobre la voluntad de Sasha de sacrificarse después de la pérdida de Abraham, Martin-Green dijo: "Sasha [...] siente que ha llegado a un momento decisivo en su vida ahora" y ella "y el resto del grupo sienten que tienen un Una tremenda oportunidad para redefinir el mundo en el que viven; Sasha representa una realidad más grande que la que representa Negan ". Ella fue más allá: "Somos muy pocos los que todavía estamos vivos y tenemos la responsabilidad de asegurarnos de que se mantengan los ideales correctos y estamos dispuestos a sacrificar todo para conseguirlo. Como llevar a Maggie a la colonia Hilltop cuando ella el bebé no estaba bien, y perdimos a la familia en esa misión, pero todos estábamos listos para sacrificarnos para llevar a cabo esos legados. Sasha siente que está llevando a cabo el legado de Abraham. Es realmente conmovedor ". Además, Martin-Green comentó sobre el desarrollo de su personaje y su perspectiva cambiante. Notó que Sasha era "muy egoísta cuando entró por primera vez en el Apocalipsis zombie y estaba más centrada en la autoconservación de todo. Tenía muchos mecanismos de defensa en su lugar y solo estaba preocupada por la supervivencia y no le importaba. conectándose con alguien. Puso una pared arriba y así fue como logró pasar. Luego, cuando perdió a Bob y a Tyreese, esa pared se rompió por completo y cayó en espiral hacia abajo y tuvo que volver a subir y darse cuenta de que estaba asustada. pero era lo suficientemente fuerte como para correr el riesgo de conectarse con la gente. Entonces, después de perder a Abraham, es solo una confirmación de que su propósito no es egoísta. Ahora ha ampliado su comprensión de la vida y de quienes la rodean. Sasha ahora ve que su propósito es mayor que ella y tal vez ella no es la que tiene una relación. Ella ve que su servicio a este mundo va a ser diferente de lo que originalmente pensó, y está dispuesta a hacer ese sacrificio ".

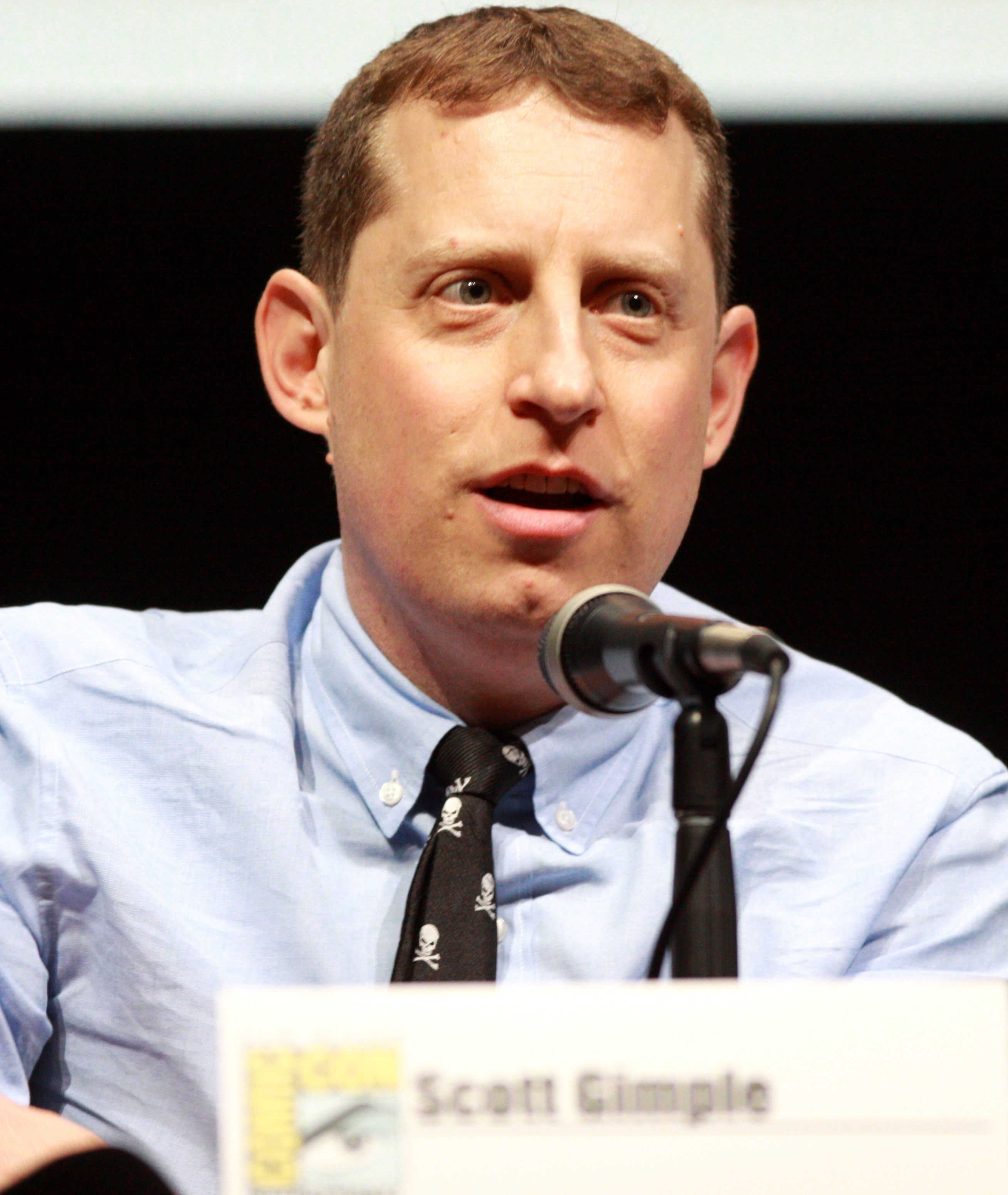
Scott Gimple explicó sobre la muerte de Sasha que "siempre Sasha no fue una víctima".

Sasha se suicida en el final de la séptima temporada. En Talking Dead, Scott Gimple explicó que no quería que Sasha fuera una víctima en su fallecimiento. Él explicó: "Ella quería un arma de Eugene. Quería un cuchillo. Ella no consiguió uno, así que se convirtió en el cuchillo". Martin-Green explicó la decisión de Sasha de sacrificarse y sintió que era "correcta y completa". Ella dijo: "Fue bastante [...] poético, fue el final perfecto de mi historia, la culminación perfecta de mi vida. Sentí que todos mis caminos habían conducido a ese momento de llegar a ese lugar de total desinterés. Además, era hermoso porque de la manera en que lo veía, ese espíritu guerrero vive. Que incluso en la muerte, todavía iba a pelear, porque me había dado cuenta de mi propósito. Me lo habían revelado. Todo lo que antes había sido yo mismo. -protección, mecanismos de autodefensa, básicamente auto-obsesión. Y a lo largo de mi vida como Sasha, fue progresando más allá de eso hasta el punto que dije: 'Bien, ahora tengo un propósito mayor que es mucho más grande que yo , eso es para el futuro, y lo haré incluso en la muerte ".
La especulación había surgido sobre Martin-Green dejando el programa para desempeñar el papel de Michael Burnham en  Star Trek: Discovery . Sin embargo, desestimó estas afirmaciones y dijo: "... lo que estaba sucediendo en The Walking Dead ya estaba en marcha. Era el camino. Definitivamente estaba en su lugar. Y luego, cuando estábamos entrando al final de la temporada, el final de nuestro rodaje de la temporada, que es cuando llegó la oportunidad de Star Trek. Así que sé que algunas personas podrían pensar que dejé Walking Dead para hacer Star Trek "Pero no fue así. Fue después de que The Walking Dead ya estaba terminando que llegó la oportunidad de Star Trek" Martin-Green dijo que estaba al tanto de la muerte de Sasha por un tiempo, aunque desconocía los detalles "hasta unas semanas antes". Ella dijo: "No sabía que sería la píldora suicida y el Negan de todo. Lo que Scott me dijo es que sería heroico y sacrificial y que sería el final perfecto de la historia. Pensó sobre esto durante mucho tiempo y tuve una visión de ello durante mucho tiempo ".

## Historia

### Temporada 3 (2012—13)
En el final de mitad de temporada "Made to Suffer", unas seis semanas después de que su grupo haya sido invadido, Sasha, junto con su hermano mayor Tyreese (Chad L. Coleman), Allen, Ben y una agonizante Donna quien es mordida por un caminante (quien más tarde muere de su herida), encuentran una Entrada a A-Block de la prisión. Se encuentran por Carl (Chandler Riggs), quien los lleva al vestíbulo de un bloque de celda. En el episodio "The Suicide King", Hershel (Scott Wilson) atiende las heridas que tiene el pequeño grupo, antes de que Beth (Emily Kinney) entre en La habitación con la bebé Judith, a la que Sasha, sorprendida, dice que nunca pensó que volvería a ver a otro bebé. Después de que el grupo de Rick (Andrew Lincoln) regresa de Woodbury, Rick casi los acepta en su grupo. Sin embargo, después de alucinar a Lori (Sarah Wayne Callies), Rick le dice a Lori que salga, pero el grupo de Sasha sale de la prisión en un malentendido. En el episodio "I Ain't a Judas", unos días más tarde, el grupo de Sasha es encontrado por Andrea (Laurie Holden) y Milton Mamet (Dallas Roberts), a quien este último lleva de regreso a Woodbury. El Gobernador (David Morrissey) nombra a Sasha y Tyreese como soldados, específicamente como "guardias de la pared". En el episodio "Prey", cuando hacen sus deberes de vigilancia en la pared, Tyreese y Sasha se enfrentan a Andrea, quien dice que ella se está escapando de Woodbury y que también deberían hacerlo. Andrea también les advierte sobre la personalidad monstruosa del Gobernador antes de que se vaya. Más tarde, Sasha se dirige al foso de los caminantes, donde ella y Tyreese se sorprenden al escuchar los planes del Gobernador para la prisión. Sasha también es testigo de la pelea entre Tyreese y Allen, pero cuando Tyreese intenta empujar a Allen dentro del pozo del caminante, Sasha le pide a Tyreese que no lo haga. En el final de la temporada "Welcome to The Tombs", Tyreese y Sasha se quedan para proteger a Woodbury después de que el ejército del Gobernador dirige un ataque en la prisión, pero Sasha comienza a sospechar que el Gobernador podría matarlos cuando regrese, pero sabe que puede que no haya dónde correr, así que ambos se quedan en la pared con rifles en caso de que regrese. Cuando Rick, Daryl (Norman Reedus) y Michonne (Danai Gurira) llegan a Woodbury después del ataque con Karen (Melissa Ponzio), Tyreese y Sasha al principio son hostiles, pero después de que Karen habla sobre el Gobernador que está masacrando a su ejército, déjalos en Woodbury, donde se enteran de que Andrea nunca llegó a la prisión y que en realidad está cautiva en la ciudad. Después de la muerte de Andrea, causada por el hecho de que el Gobernador dejó a Milton agonizante para que este muera pueda reanimarse y morderla, Sasha, Tyreese, Karen y los demás ciudadanos de Woodbury regresan a la prisión con Rick.

### Temporada 4 (2013—14)
Sasha es nombrada miembro del consejo de la prisión y un participante en el suministro de suministros. En el estreno de la temporada "30 Days Without an Accident", se resiste a dejar que Bob Stookey (Lawrence Gilliard Jr.) vaya a la carrera de suministros, pero Bob finalmente la convence. En un centro comercial que estaban haciendo carrera de suministros, cuando los caminantes comienzan a caer por el techo, Sasha, junto con todos sus compañeros, excepto Zach (Kyle Gallner), quien es mordido por un caminante, se ven obligados a abandonar el edificio incluyendo a Zach quien muere devorado por las hordas, después de que un helicóptero del ejército se estrellara contra el techo, sin cualquier suministro. En el episodio "Infected",  después del ataque en el bloque D, Sasha está en la reunión del consejo de la prisión sobre la nueva enfermedad que mató a Patrick (Vincent Martella), cuando Escucha a Karen, la novia de Tyreese, tosiendo. Después de darse cuenta de que esto es un síntoma de la nueva enfermedad, Sasha, junto con Karen, reconfortan a Tyreese y la transportan al bloque A. Cuando un grupo de caminantes se siente atraído por la prisión después de los disparos durante el ataque del Bloque D, Sasha se da cuenta de que alguien ha estado alimentando a los caminantes con ratas, antes de que la cerca comience a bajar. Luego, ella ayuda a colocar dos vigas de soporte cuando Rick y Daryl apartan a los caminantes de la cerca. En el episodio "Isolation", se revela que Sasha ha contraído la enfermedad. En el episodio "Internment", es una de las personas infectadas, pero aún ayuda a Hershel y Glenn a también ayuda a los demás pacientes enfermos. En el episodio final de mitad de temporada "Too Far Gone", ella y Maggie y Bob se separan del grupo principal después de un ataque del Gobernador y sus seguidores en la prisión.
En el estreno de mitad de temporada  "Inmates", Sasha, Maggie y Bob encuentran el autobús de la prisión, esperando encontrar a Glenn dentro; en su lugar, está lleno de residentes de la prisión no muertos que matan. En el episodio "Alone", Sasha no está de acuerdo con Bob y Maggie acerca de ir a Terminus. Sasha intenta convencer a Bob para que encuentre un lugar seguro donde quedarse, pero aún quiere ir a Terminus con Maggie. Cuando Bob y Sasha descubren que Maggie se fue a Terminus, la persiguen. Sasha encuentra un edificio seguro y trata de convencer a Bob de que la acompañe, pero Bob la besa y persigue a Maggie. Sasha mira por la ventana del edificio y ve a Maggie bajo ataque. Sasha y Maggie luchan contra los caminantes y van tras Bob, reunidos, los tres se dirigen a Terminus. En el  episodio "Us", Sasha, Maggie y Bob encuentran a Abraham (Michael Cudlitz), Eugene (Josh McDermitt) y Rosita (Christian Serratos) y los seis rescatan a Glenn y Tara (Alanna Masterson) de los caminantes que los abrumaron en un túnel. El grupo decide asentarse en el túnel esa noche y Sasha se entera de la misión de Abraham y las afirmaciones de Eugene. Ella acepta continuar con el grupo a Washington D. C., pero solo después de llegar a Terminus para ver si Tyreese ha llegado allí. Bob está de acuerdo con ella, en ambos aspectos. Al día siguiente, Sasha y el resto del grupo llegan a pie a Terminus. Después de ingresar fácilmente al perímetro del complejo, el grupo finalmente se encuentra con una mujer de edad adulta mayor, Mary, cocinando barbacoas en el patio y les ofrece comida. Sin embargo en el final de temporada "A", Rick, Carl, Michonne y Daryl también llegan a Terminus, durante un tiroteo al percatarse que los terminianos hurtaron los suministros de sus amigos, son secuestrados y conducidos a un vagón de tren donde se revela que Sasha y los demás también están retenidos por los residentes de Terminus.

### Temporada 5 (2014—15)
En el estreno de la temporada "No Sanctuary", Sasha y los demás logran escapan de Terminus y ella se reencuentra con su hermano Tyreese. En el episodio "Strangers", ella juega un juego de "Los Buenos y Los Malos" con Bob. Después de unas cuantas rondas se besan y publican al grupo su relación. En el camino el grupo encuentra al Padre Gabriel Stokes (Seth Gilliam) que los lleva a una iglesia, y más tarde, Sasha se ofrece de voluntaria para ir de compras con Bob en lugar de su hermano. . Van a un banco de alimentos en el que ha caído el piso, pero Sasha diseña un plan para usar los estantes para bloquearlos de los caminantes y sacarlos más fácilmente. Cuando Bob es arrastrado bajo el agua por un caminante, Sasha se apresura a ayudarlo. Más tarde en la iglesia, Sasha y Bob se sientan juntos durante el discurso de Abraham. Después del discurso, ella se va para sostener a Judith y Bob se despide de ella dándole un beso a Bob antes de que abandone la iglesia. En el episodio "Four Walls and a Roof", Sasha busca a un Bob desaparecido. Ella se enfrenta a Gabriel al respecto, creyendo que las desapariciones de Bob, Daryl y Carol están conectadas. Sin embargo, se revela que Gabriel no tiene nada que ver con eso sino que se rompe en lágrimas, revelando sus propios pecados. Después de que Bob es arrojado afuera, Sasha se apresura hacia él, reclutando a Tara y otros para que lo lleven adentro. Ella se sorprende al enterarse de que Gareth y sus secuaces los había seguido y se habían comido su pierna delante de él, pero él se niega a la medicina y revela la mordedura del caminante en su hombro. Sasha se queda al lado de Bob cuando lo trasladan a la oficina de Gabriel. Ella se ofrece de voluntaria para ir con los demás para matar a los sobrevivientes de Terminus. Tyreese intenta convencerla de que se quede con Bob para cuando él se despierte, pero ella insiste en ir. Cuando emboscan a los sobrevivientes de Terminus, Sasha mata a uno de ellos (Martin, el que Tyreese afirmó que había matado durante la destrucción de Terminus) al apuñalarlo repetidamente. Cuando Bob muere, Sasha prepara su cuchillo para evitar que vuelva a reanimarse, pero una devastada Sasha no puede, a continuación Tyreese le quita el cuchillo para evitar que lo haga él mismo. Sasha es vista vistiendo la chaqueta militar verde de Bob, haciendo una lápida improvisada con ramitas y cuerda. Sasha se queda en la iglesia para esperar a Carol y Daryl, en lugar de ir a Washington con Abraham y su grupo cuando se van. Sasha sigue afectada por la muerte de Bob y lleva su chaqueta militar en memoria de él. El grupo se dirige a Memorial Grady Hospital en Atlanta, donde Carol y Beth están secuestradas. Ella acompaña a Tyreese, Rick y Daryl, y después de negarse en escuchar los consejos de su hermano mayor, acepta la consolación de Tyreese para seguir adelante y honrarlo recordando lo bueno en Bob. Cuando el grupo captura a dos oficiales como rehenes, Bob Lamson (cuyo nombre despierta el interés de Sasha) habla con Sasha cuando los otros se van acerca de su compañero asesinado y reanimado, ganando su simpatía. Bob le pide que le ayude a eliminar a un compañero de este reanimado y la hizo bajar inmediatamente la guardia, logrando finalmente embaucarla para poder escapar. En el final de mitad de temporada "Coda", Sasha se siente frustrada consigo misma por haber sido engañada por Lamson, quien desde entonces fue asesinado por Rick después de intentar escapar y rechaza que ella y Tyreese son y puede ser lo mismo que la muerte de Bob la dejó ingenua. Más tarde, Beth es asesinada durante un intercambio por los otros oficiales y salen del hospital, dejando al grupo totalmente devastado.
En el estreno de mitad de temporada "What Happened and What's Going On", durante el funeral de Tyreese, a Sasha se la ve visiblemente devastada tanto que ni siquiera puede levantar una pala para ayudar a enterrar su cuerpo. En el episodio "Them", el grupo está a sesenta millas de DC y Sasha continúa quebrantada por las pérdidas de Bob y Tyreese. Ella arremete contra los caminantes con ira, rompiendo la formación del grupo para no usar armas para reunir la energía, dejando al grupo obligado a ayudarla a matarlos. Michonne muestra preocupación y le advierte que su rabia podría matarla. Ella mata a un grupo de perros salvajes que amenazan al grupo y sirven como alimento para el grupo. Maggie y Sasha se unen sobre sus muertes recientes solo cuando un hombre de repente se les acerca y se presenta como Aaron (Ross Marquand). Pide hablar con Rick, diciendo que tiene buenas noticias. En el episodio "Remember", Aaron ha reclutado al grupo a Alexandria después de la desconfianza inicial, y Sasha aún no tiene trabajo. En el episodio "Forget" se enfoca en el trastorno de estrés postraumático de Sasha y lucha para adaptarse al estilo de vida de Alexandria. Ella toma prácticas de tiro fuera de las paredes y más tarde se ofrece como voluntaria para vigilar la torre de guardia en las afueras de Alexandria. Deanna Monroe (Tovah Feldshuh) está de acuerdo con la condición de que ella pueda asistir a su fiesta. Sasha asiste a regañadientes y conoce a Spencer Monroe (Austin Nichols), quien se presenta ante ella. Más tarde, arremete y se va después de que le pregunten cuál es su comida favorita y de escuchar otros asuntos triviales, recibiendo destellos de las personas recientes que han muerto. Al día siguiente, Deanna le pregunta a Sasha qué sucedió y ella responde que Alejandría "no es real", refiriéndose a su sentido de los suburbios, pero Deanna, mientras acepta su trauma, lo desecha y le entrega una caja de municiones, dejándola a ella. nuevo trabajo. En el episodio "Try", Sasha se siente abrumada por la culpa después de enterarse de la muerte de Noah, cuando ella le dijo que iba a morir, y comienza a cazar caminantes. Michonne y Rosita preocupadas salen a buscarla donde la encuentran luchando contra una horda de caminantes y la salvan ante una muerte segura, aunque le grita a Michonne que le dice que no necesita ser salvada, antes de separarse y contarles lo que le dijo a Noah. Y lo culpable que es hacerla sentir. Más tarde, ella regresa a la torre y derriba a un grupo de caminantes que se dirigen hacia las puertas. En el final de la temporada "Conquer", Sasha es vista por primera vez transportando a caminantes individualmente en una fosa común sola, fuera de Alexandria. Entonces ella reposa en la tumba en silencio. Luego se la ve sentada tranquilamente en la capilla de Alexandria, cuando Gabriel entra. Ella le pregunta si él puede ayudarla, a lo que él responde "No". y la culpó enteramente de todo lo que le había sucedido con las muertes de Bob y Tyreese, enojada y confundida, Sasha se peleó con el sacerdote y hasta estuvo lista para meterle un disparo en la cabeza, pero afortunadamente Maggie llegó para detenerla y hacerla entrar en razón. Finalmente, los tres terminaron enlazando sus manos y rezando juntos.

### Temporada 6 (2015—16)
En el estreno de la temporada  "First Time Again", Sasha aparece en un flashback caminando a casa cuando ve a Abraham borracho. Él gesticula un signo de paz que ella en broma regresa. Al día siguiente, Rick se dirige a la comunidad y revela que la cantera cercana está invadida por una masiva horda de caminantes mantenidos en su interior solo por unos pocos camiones en las salidas, la razón por la cual Alexandria ha evitado ser invadida, lo que está en peligro de colapsar y Rick propone al grupo y a los alexandrinos en reorientar la manada hacia la carretera principal y lejos de Alexandría. Sasha se ofrece como voluntaria para ayudar a Daryl a atraer a los caminantes en el camino para que permanezcan delante de ellos, insistiendo en que no puede hacerlo solo. Abraham se ofrece voluntariamente para acompañarla. Cuando Rick repasa el plan, Abraham le pregunta a Sasha si está haciendo una tarea tan peligrosa para morir. Para su sorpresa, Sasha sonríe, diciéndole "no". Sasha y Abraham toman su auto y viajan con Daryl por la carretera principal, pero Abraham salta brevemente del auto y se lanza a los caminantes para mantenerlos siguiendo a Sasha. Sin embargo, cuando están a mitad de camino de su plan, suena una bocina que distrae a la mitad de la manada. En el episodio  "Thank You",Daryl insiste en ir a ayudar a Rick, pero Sasha y Abraham insisten en que se quede o sus vidas correrán peligro. Finalmente, Daryl vuelve a sus sentidos y se reúne con ellos y continúan guiando a la manada. En el episodio "Always Accountable", Sasha, Abraham y Daryl han conducido 20 millas de distancia según lo planeado y comienzan su viaje a casa, pero son emboscados por un grupo de sobrevivientes hostiles fuertemente armados en un automóvil que los separa de Daryl y destruyen el automóvil, Sasha y Abraham logran asesinarlos a dos de los atacantes que estaban en un automóvil, Abraham quería evitar su reanimación, pero Sasha le insiste en tomar inmediatamente la retirada del lugar donde ambos estaban situados. Sasha y Abraham se dirigen a un pueblo cercano para buscar refugio, ya que Sasha decide que la mejor manera de encontrar un rastreador es quedarse quietos, así que marcan la puerta "Dixon" para que Daryl los encuentre. Sasha se siente incómoda cuando Abraham insiste en matar innecesariamente a los caminantes a riesgo de exponerse a un peligro mayor. Ella se enfrenta a él por su imprudencia, pero él se encoge de hombros, recordándole a Sasha su actitud descontrolada en la fiesta de bienvenida de Deanna. Más tarde, después de que Abraham regresa, adquiriendo un lanzador de cohetes y misiles de un vehículo militar destrozado, él admite que ella tiene razón acerca de su imprudencia y la felicita por decir sus mentiras. Ella intenta ayudarlo a través de su TEPT y le dice que tiene opciones. Él confiesa un interés romántico en ella, y cree que ella corresponde a estos sentimientos. A pesar de esto, ella insiste en que tiene "cosas para cuidar". Daryl finalmente los encuentra y comienzan a regresar. En el final de mitad de temporada "Start to Finish", en el camino de regreso a Alexandria, varios ciclistas obligan al grupo a detenerse y declarar que todos sus suministros ahora pertenecen a Negan.
En el estreno de mitad de temporada " No Way Out", Abraham es retenido a punta de pistola por el líder, al que Sasha intenta negociar para salvar su vida. Ambos se mantienen a punta de pistola a punto de morir, pero los motociclistas mueren en una explosión causada por Daryl con el lanzacohetes. Cuando llegan a Alexandria, la comunidad estaba invadida por una horda caminante, en donde Glenn estaba a punto de ser asesinado, Sasha y Abraham salvan su vida y ayudan a los demás a matar el resto de la manada caminante en Alexandría. En el episodio "Knots Untie", han pasado dos meses, Sasha y Abraham continúan estableciéndose en patrullas. Sasha continuó desarrollando su vínculo afectivo con Abraham, saliendo inclusive a patrullar juntos los alrededores de Alexandría. Un día, Sasha le comunicó al Sargento que había decidido volver a su rol de guardia en los muros y por eso le había cedido a Eugene sus rondas de patrullaje. Aunque Abraham se mostró un poco triste por este acontecimiento, aceptó su decisión sin protestar y entonces Sasha se despidió de él con el característico saludo de la paz que habían empezado a usar entre ellos. En el episodio "Not Tomorrow Yet", Sasha va con los demás a atacar la base de Los Salvadores (el grupo de Negan). Sasha intenta irrumpir en una de las habitaciones de los Salvadores cuando Abraham (quien desde entonces rompió con Rosita) casi es asesinado por un Salvador salvaje que Sasha apuñala repetidamente, pero antes de que ella pueda matarlo, presiona la alarma para alertar a su grupo. de su presencia. Sasha mata a otro Salvador y se escapa con los demás. En el episodio "Twice as Far", Sasha se entristece por la noticia de la muerte de Denise y ella se preocupa por el bienestar de Abraham. Él le recuerda cuando ella le dijo que él tenía opciones, y dice que ella también las tiene. Él le dice que podrían ser treinta años para ellos en Alexandría, pero no sería suficiente. Luego le dice que entre, lo que implica el comienzo de su relación sentimental. En el episodio "East", Sasha y Abraham están felices juntos. Ella guarda la puerta hasta que Abraham toma su lugar. Ella se entera de que Carol se ha ido y le dice a Rick que no había oído ni visto a nadie que se fuera durante la noche en su turno de seis horas. Luego deduce que Carol debió haberse ido durante el cambio de turno. En el final de la temporada "Last Day on Earth", Sasha acompaña a Rick, Abraham, Eugene, Aaron y Maggie para que Maggie vea al doctor de la colonia Hilltop. El grupo se encuentra acorralado por un masivo grupo de Salvadores, liderados por Simon (Steven Ogg) y Sasha y Eugene diseñan diferentes rutas para tomar las más seguras. Abraham habla con Sasha sobre la posibilidad de tener hijos, y Sasha pregunta si estarían preparados para asumir esa responsabilidad. Están comprometidos y salen de la casa rodante con Eugene, llevando a Maggie con ellos. Sin embargo, son capturados y obligados a arrodillarse cuando Negan (Jeffrey Dean Morgan) se manifiesta ante el grupo de Rick, advirtiendo que va matar a uno de ellos, el empieza a hacer un juego de sorteo para ver quien va a ser su víctima, cuando aterriza ante la víctima sorteada procede en molerlo a golpes con su bate de béisbol con alambre de púas llamado "Lucille". No se muestra quién es asesinado.

### Temporada 7 (2016—17)
En el estreno de la temporada "The Day Will Come When You Won't Be", se revela a Abraham como la víctima de Negan. Justo antes de que Negan lo mate, Abraham señala en silencio el signo de paz que él y Sasha a menudo hacían señas y Sasha se ve obligado a mirar lloroso, mientras Negan golpea violentamente a Lucille en la cabeza de Abraham, matándolo y destruyendo gran parte de su cráneo. En medio de su dolor, también se ve obligada a ver cómo Negan mata severamente a Glenn de la misma manera, después de que Daryl intentó imprudentemente asesinar a Negan para vengarse de Abraham. Después de que Negan se va, Sasha consuela a Rosita, en medio de su dolor mientras ellos y Eugene llevan el cuerpo de Abraham a un camión, mientras que los otros llevan el cuerpo de Glenn al camión para que puedan ser enterrados en Alexandría. Sasha, sin embargo, se va con Maggie a Hilltop ya que todavía requiere atención médica y ambas optan por llevar los cuerpos de Glenn y Abraham en la colonia Hilltop, para ser enterrados.
En el episodio "Go Getters", Sasha y Maggie llegaron a la colonia de Hilltop donde Glenn y Abraham son enterrados en secreto. Sasha y Maggie se unen y entran en conflicto con el líder arrogante y cobarde Gregory (Xander Berkeley) que se niega a dejar que una Maggie embarazada se quede. Jesús (Tom Payne) consuela a Sasha y recuerda haber conocido a Abraham con ella. Por la noche, la colonia Hilltop es atacada por los salvadores en amenaza por medio de unos caminantes, liderando a Sasha y Jesús logran eliminarlos. Más tarde, Sasha intenta negociar con Gregory, lo que lo lleva que este desea a cambio un avance sexual con ellas, y Maggie lo pone en su lugar, lo golpea y declara que Hilltop es su hogar. Sasha y Maggie luego cenan con Enid (Katelyn Nacon) que viaja a Hilltop. Sasha le pide a Jesús que busque dónde vive Negan y que lo mantenga entre los dos.
En el final de la mitad de la temporada "Hearts Still Beating, trascurrieron los días la prominencia de Sasha y Maggie se hace más fuerte al ganarse una buena popularidad en la colonia Hilltop, debido a sus valientes hazañas, que lo está haciendo por el bien de Maggie y para mantenerla a salvo del problema de Negan. Enid (Katelyn Nacon) intenta decirle que ella y Maggie no son las únicas que quieren matar a Negan, sin embargo, Sasha no está convencida. Más tarde, se le ve a una contenta Sasha, cuando Rick y los demás vienen a Hilltop y todos se reúnen, listos para pelear contra Negan.
En el estreno de mitad de temporada "Rock in the Road",  Rosita sigue mostrando animosidad hacia Sasha a pesar de los celos que le siente a Sasha, ambas comienza un vínculo y Sasha le revela a Rosita que desea vengar a su difunto amante. En el episodio "Say Yes" Rosita viene en busca de Sasha, diciendo que necesita su ayuda. Sabiendo que la tarea en cuestión es matar a Negan, Sasha se compromete a ayudar siempre y cuando pueda disparar. Habiendo predicho esto, Rosita le da un rifle de francotirador. Sasha dice que mientras ella esté dispuesta a hacerlo, Rosita debería saber cuánto les costará esto, y ambas saben que esto probablemente las hará morir. Sasha comienza a prepararse para esta misión en el episodio "The Other Side", con Jesús proporcionándole un diseño del Santuario para que ella pueda planificar. Inicialmente planea contarle a Maggie sus planes, pero cuando los Salvadores hacen una visita sorpresa a Hilltop, se ve obligada a huir con Rosita a través de una escotilla de escape que prepararon. Durante el viaje, Sasha intenta conocer a Rosita, pero todos sus esfuerzos son rechazados y Rosita insiste en que se centren en la tarea en cuestión. Sasha aboga por un enfoque sigiloso, sugiriendo que tomen una posición de francotirador y permanezcan fuera de las puertas, pero Rosita siente que necesitan entrar para asegurarse de que Negan muera. Primero prueban el plan de Sasha, estableciéndose en una fábrica adyacente al Santuario. Finalmente, Rosita comienza a abrirse a Sasha y admite que no estaba tan enojada con ella como enojada por la situación. Cuando pierden la ventana para disparar a Negan, esperan hasta el anochecer antes de romper las vallas. Sasha pasa primero, pero luego sella la cerca. Rosita está sorprendida por esto, pero Sasha insiste en que sus amigos la necesitan antes de cargarse en el Santuario, cortando a varios Salvadores en su camino. 
En el episodio "Something They Need", se muestra que Sasha ha sido capturada y encerrada en una celda donde es visitada por un Salvador llamado David, este intenta violar a Sasha, pero Negan intercede, matando a David. Se disculpa con ella, le corta los lazos y le dice que está impresionado con su disposición a morir en nombre de una misión. Él le deja un cuchillo y le dice que tiene una opción: suicidarse o matar a David cuando él reanima y muestra que está dispuesta a unirse a su lado. Más tarde es visitada por Eugene, quien le implora que se una a Negan, pero ella le dice que se vaya. Ella finalmente decide matar a David, impresionando a Negan quien revela que tiene un espía observando a Rick y sabe que están conspirando contra él. Cuando Sasha ve que Negan la usará para lastimar a sus amigos, le ruega a Eugene una forma de suicidarse, aunque su intención todavía es matar a Negan. Desafortunadamente, este curso de acción se ve frustrado cuando Eugene le da una cápsula de veneno en lugar de un arma.
En el final de la temporada "The First Day of the Rest of Your Life", se revela que mientras Negan pretendía usarla como moneda de cambio en Alexandría, Sasha procede en tomar una cápsula de veneno para frustrar los planes de Negan, logra ingerir cianuro y se suicida. Cuando Negan se prepara para revelarla a Rick como rehén, viva y bien, ella brota como un caminante y trató de atacarlo, matando a otro Salvador en el proceso. Más adelante en el episodio, Jesús y Maggie la encuentran, y Jesús detiene a una zombificada Sasha para que Maggie le ponga fin a su reanimación con un cuchillo en el cráneo. Los flashbacks en el episodio muestran a Abraham y Sasha juntos el día en el que Abraham es asesinado, y su temor se hace realidad de que él murió, así como breves momentos con Maggie.

## Recepción

### Recepción crítica
El personaje fue bien recibido. Escribiendo para  The A.V. Club , Zack Handlen sintió que tenía sentido para Sasha y Tyreese comenzar a cuestionar las motivaciones del Gobernador en el episodio " Prey" porque "siguen siendo buenas personas de corazón , mucho más en sintonía con el objetivo de Rick y su grupo que con el florecimiento del fascismo del Gobernador ".
Martin-Green recibió muchos elogios por su desempeño en la quinta temporada, particularmente en la segunda mitad. En su revisión para el episodio "Them", Ron Hogan para [Den of Geek] sintió que Sonequa Martin-Green ofreció la mejor interpretación del episodio. Para el episodio "Forget", sintió que la ruptura de Sasha en la fiesta de Alexandria sirvió como la Lo más destacado del episodio. Él dijo: "Hace unos días, ella estaba comiendo frijoles de una lata; ahora está en una cena con gente comiendo bocanadas de patata de pequeñas espadas de plástico y bebiendo cerveza como si no pasara nada más allá de las paredes de acero corrugado. Pero hay . Sasha lo sabe, y Sonequa Martin-Green juega perfectamente ". Él fue más allá para decir: "Entiendo por lo que está pasando por completo, y su respuesta tiene mucho sentido, tanto en la ferocidad como en el tiempo". También sintió que la dirección complementaba el desempeño de Martin-Green. Matt Fowler para IGN también sintió que la escena de Sasha fue un punto culminante.
El arco del personaje de Sasha y la actuación de Martin-Green en  "Try"  fueron elogiados por Alex Straker The Independent. Dijo: "Como un personaje que ha sufrido repetidas pérdidas en episodios recientes, la espiral descendente de Sasha es totalmente auténtica, impulsada por el poderoso rendimiento de Sonequa Martin-Green". Además, asimiló que era un "giro interesante" en los eventos para el personaje, en relación con su estado mental exacerbado. Andy Greenwald de [Grantland] elogió a Martin-Green como "excelente" y "ardiente", en relación con su interpretación de Sasha mientras "se lanza a la batalla con un gusto sanguinario" .
En la sexta temporada, John Saavedra para  Den of Geek  complementó el crecimiento de Sasha, pero criticó su falta de tiempo de pantalla e interacciones con Abraham. Escribiendo para el episodio "Always Accountable", dijo que "disfruté viendo a Sasha recuperar su fe a lo largo de la temporada. Ella ha recorrido un largo camino desde estar sobre un montón de cadáveres en una fosa común hasta Hablando con Abraham de uno de los primeros ", aunque sintió" el problema con su historia es que rara vez se encuentra a la vanguardia de algo y se le da la misma trama "¿Quiero vivir o morir?", al igual que muchos otros personajes secundarios. " Desconfiaba del desarrollo de la relación entre  Abraham (Michael Cudlitz) y Sasha, siendo crítico de Abraham como un personaje y sintió que" él ya no tiene un propósito real en este programa. Y al hacer a Sasha, que es un poco más compleja y merece más tiempo de pantalla de lo que suele conseguir, el enfoque de sus afectos no es una solución." Lenika Cruz, escribiendo para The Atlantic criticó la escritura en las interacciones con Sasha y Abraham, pero complementa los actores. Notó los "discursos mixtos de metáforas y expresiones idiomáticas" en el "apocalipsis zombie" y dijo: "En general, no soy fan de la escritura que hace el programa en estos uno-a-uno, pero Sonequa Martin-Green y Michael Cudlitz son lo suficientemente fuertes como para vender líneas mediocres ".
Después de buscar una relación con Abraham, quien es asesinado por Negan, lo cual es revelado en el inicio de la séptima temporada. Laura Bradley, escribiendo para Vanity Fair  en el estreno, dijo: "¿Quieres vivir el apocalipsis zombie? Tal vez consideres alejarte de Sasha". Bradley se compadeció de la reciente y trágica pérdida de Sasha y dijo: "¡Dios mío, Sasha!" Ella fue más lejos para evaluar sus pérdidas trágicas. "Primero, su hermano Tyreese muere de manera lenta, delirante y desgarradora. Luego, su nuevo y floreciente interés, Bob, muerde el polvo, después de que un puñado de caníbales le cortara la pierna y la comiera delante de él. Ahora su nuevo amor, Abraham, es golpeado hasta la muerte con un bate de béisbol cubierto de alambre de púas justo delante de ella. Claro, muchos de los seres queridos de Maggie se han sumido en arcos de historias trágicas, pero cada narración potencial que involucra a Sasha parece terminar en una muerte prematura ¿Se ha convertido el destino de Sasha en una especie de sádica broma interna?
Escribiendo para Forbes,  apreciaba el enfoque en Sasha en "The Other Side". Fue crítica la decisión de ir con el plan de Rosita en lugar del plan de Sasha "usar el rifle de francotirador para, , atacar a Negan desde la distancia" en lugar de la insistencia de Rosita para "entrar por la puerta. Porque supongo necesitas un rifle de francotirador para un combate a corta distancia ". Kain fue crítico con la decisión de Sasha de salvar a Rosita diciendo: "Si el programa realmente explicara que Rosita era esta parte impresionante y esencial del grupo, estaría más inclinado a estar de acuerdo con la decisión de Sasha. Tal como está, Sasha parece igual de integral. para el grupo como Rosita. Tiene tanto sentido como Sasha aceptar el plan de Rosita en primer lugar, cuando el plan de francotirador es mucho mejor. Y simplemente apesta que el mejor personaje se está acercando a una muerte segura, mientras que uno de los peores caracteres del programa (al menos últimamente) son seguros." Escribiendo para The A.V. Club, a Zack Handlen le gustó la decisión de Sasha de dejar atrás a Rosita, calificándola de un "buen giro" con "horribles consecuencias".  Jeff Stone, sin embargo, cuestionó las acciones de Sasha, creyendo que estaba "fabricado y poco motivado (como el último episodio de Morgan), ya que Sasha nunca pareció tener mucho de un complejo de mártires, y su personaje principal vencido en la serie hasta ahora fue encontrar un camino de regreso después de que ella se suicidara en la quinta temporada."
La actuación de Sonequa Martin-Green fue elogiada en el episodio "Something They Need". Josh Jackson se sintió diferente a Masterson, "Sonequa Martin-Green, por otro lado, hizo un gran trabajo. Me encanta la forma en que respondió cuando Negan le preguntó si Rick la había tratado de asesinar:" ¿Rick? Tu perra No.""  Noel Murray para  The Rolling Stone  dijo: "El a menudo subutilizado y que pronto será - Trekkie - favorito de los fanáticos Sonequa Martin-Green ha estado aprovechando al máximo su mayor tiempo de pantalla en las últimas dos semanas; hace un poco de su mejor trabajo de TWD hasta la fecha cuando Sasha– ¿Quién no murió en su ataque suicida? – se encuentra encerrado en una celda del Santuario, reflexionando sobre su próximo movimiento ". Continuó con la historia de Sasha y dijo:" Lo que es tan notable de estas interacciones son las capas de emociones y motivaciones que Sasha recorre, desde el miedo y la desesperación hasta el sentido de esperanza. cuando se dé cuenta de que puede manipular a un hombre con muletillas para que le pase un arma para "suicidarse" –  que espera usar en el hombre grande a cargo." Blair Marnell para [CraveOnline] sintió que aunque era probable que fueran sus últimas apariciones en el programa, "también han sido un regalo para Martin-Green, ya que ella nunca ha sido más importante para La serie que ella es ahora. En el episodio de la semana pasada, Sasha tuvo una escena de unión realmente fantástica con Rosita. Esta semana, Martin-Green llevó la mayoría de sus escenas con Negan y Eugene. Ella trajo la vida y el fuego a este episodio, y la serie será peor por su ausencia ... cuando sea que llegue.
Jeff Stone de [IndieWire] apreció que Sasha "salió luchando a su manera". Blair Marnell de [CraveOnline]sintió que el episodio "le dio a Sasha una despedida memorable ... y luego siguió dándoselo a ella. La interconexión entre la reunión de sueño de Sasha con Abe, su tiempo con Negan y Eugene, y sus últimos momentos en el ataúd fue una interesante forma de hacer una crónica de las últimas horas de su vida. Pero duró demasiado tiempo." Kevin Yeoman de [Screen Rant] evaluó que la muerte de Sasha fue el punto culminante del episodio. Continuó diciendo: "Su plan, convertirse en un zombie con carga de primavera en el ataúd de Negan [...] funcionó a la perfección y la técnica del episodio de llenar el encuadre con la cara de Sonequa Martin-Green mientras escuchaba a Donny Hathaway y recordó que Abraham marcó el tono de su partida y sugirió que incluso con la pérdida todo estaría bien. Sorprendentemente, ahí es donde sobresalió 'The First Day of the Rest of Your Life' sobresalió. Hacer sentir la muerte de un personaje significa lo que significaba algo después de que muchos de ellos se sintieran cada vez más como distracciones de un plan de ir a ninguna parte. Al final, la muerte de Sasha también proporcionó una distracción necesaria, una que le permitió a Rick y su equipo cambiar las tablas de los duplicados Jadis y sus hijos de chatarra. finalmente, empuje hacia atrás contra el acosador en el patio de la escuela. Es demasiado malo que el resto de la hora no haya sido tan eficaz como perder a Sasha." Elise Nakhnikian de Slant Magazine elogió las escenas finales de Sasha y sintió que daba "los momentos más emocionalmente atractivos, como lo hizo en "Something They Need."